# Der Modeladen
Der Modeladen (russisch Модная лавка) ist eine Komödie in drei Akten von Iwan Krylow. Sie wurde 1806 zuerst aufgeführt und erschien 1807 gedruckt. Es ist keine Übersetzung ins Deutsche bekannt.

## Inhalt

### Erster Akt
Frau Sumburow besucht ein französisches Modegeschäft in St. Petersburg, um sich für die bevorstehende Hochzeit ihrer Stieftochter umzuschauen. Leskow bekommt dies mit und ist bestürzt, da er in diese Stieftochter, Lisa, verliebt ist (und sie in ihn). Frau Sumburow möchte Lisa allerdings mit einem ihrer Verwandten verheiraten, Herrn Nedoschtschetow.
Auf der Suche nach seiner Frau tritt Herr Sumburow in den Laden. Er ist allem Französischen gegenüber abgeneigt und beendet abrupt die Shoppingtour seiner Frau.

### Zweiter Akt
Mascha, die Angestellte im Modegeschäft, ist mit Leskow befreundet und will ihm helfen. Als sie hört, dass der windige Monsieur Tricher den Schuldschein eines Herrn Nedoschtschetow dabei hat, führt sie diese Information Herrn Sumburow zu, der darüber bestürzt ist, dass der von seiner Frau zugedachte künftige Schwiegersohn bei einem Franzosen Schulden hat.
Diese für Leskow günstige Entwicklung wird allerdings gleich wieder zurückgedreht. Dank der Hilfe von Mascha und Madame Carié, der Inhaberin des Ladens, kommt es zu einem heimlichen Treffen zwischen Leskow und Lisa, das aber von Herrn und Frau Sumburow zufällig entdeckt wird. Sumburow ist außer sich. Er verflucht Leskow, für den er eigentlich eine Neigung hat, da er dessen Vater gut kannte. Die Sumburows inklusive Lisa verlassen das Geschäft.

### Dritter Akt
Frau Sumburow wurde unter dem Vorwand in den Laden gelockt, es gebe billig Schmugglerware zu kaufen. Als plötzlich ihr Mann auftaucht, versteckt sie sich mit Maschas Hilfe in einem Schrank. Kurz darauf taucht auch Monsieur Tricher mit der Polizei im Schlepptau auf, die er auf Schmugglerwaren im Modeladen hingewiesen hat, um seiner Landsmännin Madame Carié zu schaden.
Auch der frankophobe Herr Sumburow ist sehr daran interessiert, die Machenschaften des Ladens aufzudecken, und kann erst in letzter Minute von Leskow daran gehindert werden, vor der Polizei den Schrank zu öffnen, in dem seine Frau versteckt ist. Zur Belohnung gibt er Leskow die Erlaubnis, seine Tochter Lisa zu ehelichen.
Mascha, die diese Intrige maßgeblich eingefädelt hat, wird zum Dank von Leskow freigekauft und erhält überdies 3000 Rubel Mitgift.

## Volltext
- die Komödie im russischen Original bei RVB.ru